# The Christians
The Christians sind eine britische Soul-Band aus Liverpool, die Ende der 1980er / Anfang der 1990er Jahre einige Charthits in England und Europa aufweisen konnte. Die Original-Mitglieder der Gruppe waren Garry Christian (27. Februar 1955, Leadgesang), Roger Christian (13. Februar 1950, Gesang), Russell Christian (8. Juni 1956, Keyboard, Saxofon) und Henry Priestman (21. September 1955, Keyboard, Gitarre). 
Der Name der Band wurde anhand des Nachnamens der Christian-Brüder gewählt und hatte keinerlei religiöse Beziehung. Ihr Musikstil weist neben Soulelementen auch Einflüsse aus Popmusik, Country, Blues und zeitgenössischem Rock auf.

## Geschichte

### Die Anfänge
Die Christians, ursprünglich fünf Brüder, sangen und spielten Anfang der 1980er Jahre in einer Band namens „Equal Temperament“, deren Musik von den Temptations und den Persuasions beeinflusst wurde. 1982 trafen sie mit Henry Priestman zusammen, der bis dato bei „It’s Immaterial“ Keyboard spielte. The Christians wurden gegründet, und „Forgotten Town“ als erste Single veröffentlicht. Ihre ersten drei Singles erreichten die Top 40 in Großbritannien. Ihr Debütalbum „The Christians“ kam 1987 auf Platz 2 der UK-Album-Charts und verkaufte über eine Million Exemplare. Der größte Erfolg daraus war die Single „Ideal World“, die Platz 14 der britischen Hitparade erreichte.
Im Jahr 1988 veröffentlichten sie mit „Harvest for the World“ eine Coverversion eines alten Hits der Isley Brothers. Das dazugehörige Musikvideo war eine Animation, die von vier der führenden Trickfilmfirmen erschaffen wurde, darunter Aardman Animation, die auch Wallace & Gromit erfanden. Das Video gewann verschiedene Preise, und die Single erreichte Platz 8 der britischen Hitparade.
Zusammen mit Holly Johnson, Paul McCartney, Gerry Marsden (Gerry & the Pacemakers) und anderen britischen Musikern nahmen die Christians 1989 die alte Liverpoolhymne „Ferry 'Cross The Mersey“ zugunsten der Opfer der Hillsborough-Katastrophe auf. Der Song stand 3 Wochen auf Platz 1 der britischen Charts.
Ihr zweites Album „Colour“ wurde 1990 veröffentlicht und erreichte Platz 1 der britischen Album-Charts, der Nachfolger aus 1992, „Happy in Hell“ kam 1992 noch einmal auf Platz 18. Zu Beginn der 90er war die Band kontinuierlich auf Tournee, aber ihre Popularität begann zu sinken. Keine der folgenden Singles kam mehr unter die Top 20.

### Trennung und Wiedervereinigung
Garry Christian zog 1995 nach Paris und nahm ein Soloalbum auf. Dadurch fiel die Band auseinander. Eine formelle Auflösung wurde jedoch nicht bekannt gegeben, um die Tür für eine spätere Wiedervereinigung offen zu lassen. Und vier Jahre später kamen sie für eine „Unplugged“-Session wieder zusammen. 1999 tourten sie dann damit ausgiebig an 36 Tagen durch Großbritannien, und im Jahr 2000 erneut.
2001 begannen die Christians, Lieder für ein „Comeback“-Album („Prodigal Sons“) zu schreiben. Dieses wurde 2003 veröffentlicht und von Tourneen durch Großbritannien, Frankreich und Spanien im Jahr 2004 begleitet.
2005 verkündete Russell Christian, dass er nicht mehr länger auf Tournee gehen möchte. Die verbliebenen Mitglieder beschlossen, das „Unplugged“-Format wieder aufzugeben und zur elektronischen Musik zurückzukehren. Diese ‚neue’ Band wurde während einer Tournee 2005 vorgestellt und besteht aus Garry Christian, Henry Priestman, Neil Griffiths, Stewart Boyle, Bobby Kewley und Craig Connet. Gleichzeitig laufen jedoch Bestrebungen, die ursprüngliche Band erneut zu formieren.
2012 veröffentlichten The Christians ihr nunmehr fünftes Album „Speed of Life“.
Am 25. September 2015 wurde das sechste Album „We“ veröffentlicht. 

## Diskografie

### Studioalben
| Jahr | Titel          | Höchstplatzierung, Gesamtwochen, AuszeichnungChartplatzierungen (Jahr, Titel, Platzierungen, Wochen, Auszeichnungen, Anmerkungen) | Höchstplatzierung, Gesamtwochen, AuszeichnungChartplatzierungen (Jahr, Titel, Platzierungen, Wochen, Auszeichnungen, Anmerkungen) | Höchstplatzierung, Gesamtwochen, AuszeichnungChartplatzierungen (Jahr, Titel, Platzierungen, Wochen, Auszeichnungen, Anmerkungen) | Höchstplatzierung, Gesamtwochen, AuszeichnungChartplatzierungen (Jahr, Titel, Platzierungen, Wochen, Auszeichnungen, Anmerkungen) | Höchstplatzierung, Gesamtwochen, AuszeichnungChartplatzierungen (Jahr, Titel, Platzierungen, Wochen, Auszeichnungen, Anmerkungen) | Anmerkungen                                     |
| Jahr | Titel          | DE | AT | CH | UK | US | Anmerkungen                                     |
| ---- | -------------- | --- | --- | --- | --- | --- | ----------------------------------------------- |
| 1987 | The Christians | — | — | — | UK2 ×3Dreifachplatin · (68 Wo.)UK                                                                                                 | US158 (8 Wo.)US | Erstveröffentlichung: Oktober 1987              |
| 1990 | Colour         | DE23 (20 Wo.)DE | AT30 (1 Wo.)AT | CH13 (11 Wo.)CH | UK1 Platin · (17 Wo.)UK | — | Erstveröffentlichung: Januar 1990               |
| 1992 | Happy in Hell  | — | — | — | UK18 (3 Wo.)UK | — | Erstveröffentlichung: September 1992            |
| 1993 | The Best of    | — | — | — | UK22 Gold · (8 Wo.)UK | — | Erstveröffentlichung: November 1993 Kompilation |

Weitere Alben
- 2003: Prodigal Sons
- 2008: Harvest for the World: Live at the Royal Liverpool Philharmonic
- 2009: Soul from Liverpool
- 2010: The Christians Live in Concert
- 2012: Speed of Life
- 2015: We

### Singles
| Jahr | Titel Album                                                 | Höchstplatzierung, Gesamtwochen, AuszeichnungChartplatzierungen (Jahr, Titel, Album, Platzierungen, Wochen, Auszeichnungen, Anmerkungen) | Höchstplatzierung, Gesamtwochen, AuszeichnungChartplatzierungen (Jahr, Titel, Album, Platzierungen, Wochen, Auszeichnungen, Anmerkungen) | Höchstplatzierung, Gesamtwochen, AuszeichnungChartplatzierungen (Jahr, Titel, Album, Platzierungen, Wochen, Auszeichnungen, Anmerkungen) | Höchstplatzierung, Gesamtwochen, AuszeichnungChartplatzierungen (Jahr, Titel, Album, Platzierungen, Wochen, Auszeichnungen, Anmerkungen) | Höchstplatzierung, Gesamtwochen, AuszeichnungChartplatzierungen (Jahr, Titel, Album, Platzierungen, Wochen, Auszeichnungen, Anmerkungen) | Anmerkungen                                                                                             |
| Jahr | Titel Album                                                 | DE | AT | CH | UK | US | Anmerkungen                                                                                             |
| ---- | ----------------------------------------------------------- | --- | --- | --- | --- | --- | --- |
| 1987 | Forgotten Town The Christians                               | DE31 (10 Wo.)DE | — | — | UK22 (11 Wo.)UK | — | Erstveröffentlichung: Januar 1987                                                                       |
| 1987 | Hooverville (And They Promised Us The World) The Christians | — | — | — | UK21 (10 Wo.)UK | — | Erstveröffentlichung: Juni 1987                                                                         |
| 1987 | When the Fingers Point The Christians                       | — | — | — | UK34 (7 Wo.)UK | — | Erstveröffentlichung: September 1987                                                                    |
| 1987 | Ideal World The Christians                                  | — | — | — | UK14 (14 Wo.)UK | — | Erstveröffentlichung: November 1987                                                                     |
| 1988 | Born Again The Christians                                   | — | — | — | UK25 (7 Wo.)UK | — | Erstveröffentlichung: April 1988                                                                        |
| 1988 | Harvest for the World –                                     | — | — | — | UK8 (8 Wo.)UK | — | Erstveröffentlichung: Oktober 1988                                                                      |
| 1989 | Ferry Cross the Mersey –                                    | DE5 (15 Wo.)DE | AT15 (8 Wo.)AT | CH11 (9 Wo.)CH | UK1 (7 Wo.)UK | — | Erstveröffentlichung: Mai 1989 mit Paul McCartney, Holly Johnson, Stock Aitken Waterman & Gerry Marsden |
| 1989 | Words Colour                                                | — | — | — | UK18 (8 Wo.)UK | — | Erstveröffentlichung: Dezember 1989                                                                     |
| 1990 | I Found Out Colour                                          | — | — | — | UK56 (3 Wo.)UK | — | Erstveröffentlichung: März 1990                                                                         |
| 1990 | Greenbank Drive Colour                                      | — | — | — | UK63 (4 Wo.)UK | — | Erstveröffentlichung: August 1990                                                                       |
| 1992 | What’s in a Word Happy in Hell                              | DE60 (7 Wo.)DE | — | — | UK33 (5 Wo.)UK | — | Erstveröffentlichung: August 1992                                                                       |
| 1992 | Father Happy in Hell                                        | — | — | — | UK55 (2 Wo.)UK | — | Erstveröffentlichung: November 1992                                                                     |
| 1993 | The Bottle Happy in Hell                                    | DE86 (2 Wo.)DE | — | — | UK39 (3 Wo.)UK | — | Erstveröffentlichung: Februar 1993                                                                      |

## Auszeichnungen für Musikverkäufe
| Goldene Schallplatte - Frankreich - 1993: für das Album Happy in Hell - 1995: für das Album Colour - 1995: für das Album The Best of - Schweden - 1990: für das Album Colour | Platin-Schallplatte - Spanien - 1990: für das Album Colour |

Anmerkung: Auszeichnungen in Ländern aus den Charttabellen bzw. Chartboxen sind in ebendiesen zu finden.
| Land/RegionAuszeichnungen für Musikverkäufe (Land/Region, Auszeichnungen, Verkäufe, Quellen) | Gold     | Platin     | Verkäufe  | Quellen       |
| -------------------------------------------------------------------------------------------- | -------- | ---------- | --------- | ------------- |
| Frankreich (SNEP)                                                                            | 3× Gold3 | —          | 300.000   | infodisc.fr   |
| Schweden (IFPI)                                                                              | Gold1    | —          | 50.000    | ifpi.se       |
| Spanien (Promusicae)                                                                         | —        | Platin1    | 100.000   | mediafire.com |
| Vereinigtes Königreich (BPI)                                                                 | Gold1    | 4× Platin4 | 1.300.000 | bpi.co.uk     |
| Insgesamt                                                                                    | 5× Gold5 | 5× Platin5 |           |               |